# RASETSU 〜羅刹〜
『RASETSU 羅刹』（らせつ）シリーズは、工画堂スタジオのいるかさんチームが開発・発売した『RASETSU 羅刹』を第1作とするコンピュータゲームのシリーズである。

## 作品一覧
- 『RASETSU 羅刹』（2001年12月7日発売）
- 『RASETSU Xan 羅刹・斬』（2002年10月18日発売）
- 『RASETSU 2 羅刹 弐』（2004年3月25日発売）
- 『RASETSU 1+Xan DVDパック』（2005年6月24日発売）
- 『RASETSU 羅刹 -Alternative-』（2005年10月13日発売）[1]

日本一ソフトウェアより発売された。『羅刹』と『斬』を1つにまとめた作品ではあるが、システムに差異がある。
- 『RASETSU 2 羅刹 弐（普及版）』（2008年4月25日発売）

## システム

### 『羅刹』と『斬』
ゲーム開始時、プレイヤーは「お頭」（隊長）と呼ばれるキャラクター群から一人を選択する。「頭」ごとにステータスやデフォルトで同行する傭兵、報酬に差異があり、それが難易度の差異にもつながる。
次に、依頼（ミッション）を確認し、それから傭兵ギルドで傭兵を選択する。この時点で傭兵にライセンスという形で戦闘に有利な特殊技能を付与させることができる。
さらに、武器庫で武装を手に入れ、傭兵に「生体装甲」と呼ばれる防具を装備させた後、戦闘に移行する。
なお、『斬』では前作『羅刹』のクリアデータを用いたおまけが存在する。

### 『弐』
『弐』では画面構成が3Dに変更されたことに伴い、戦場の画面が3D描写されたことにより、地形の高低差も表現できるようになり、高所から低地にいる敵を見つけやすくなった。
また、キャラクターの育成方法も、前作までの「生体装甲の進化」、金銭によるパラメータ上昇、「ライセンス入手」の3種類から、　生体装甲にパーツを組み込む「カスタマイズ」、「生体装甲の進化・退化」、「傭兵自身の強化」に変更され、特にパラメーターの強化は金銭から「ドーピングポイント」の消費に変更された。

### 『羅刹 -Alternative-』
『羅刹 -Alternative-』では、ゲーム開始時にお頭（主人公）を男女2人から選択する。
また、複数の「お頭」から選ぶ代わりに、以下の6つから過去を選択する。
- だめな傭兵
- 大切な人の仇をとるために、復讐心で動いている傭兵
- 戦闘経験の無い、新米お頭
- 高い能力を持つエリート
- 銀河大戦に参加した伝説の傭兵団の元メンバー
- 素性不明

発生するイベントは男女によって異なることに加え、選んだ過去の内容によって、傭兵団の構成や主人公の能力が異なり、最終的に難易度の変化にもつながる。
リアルタイムストラテジーではあるものの、プレイヤーの任意で時間を止めて命令を出すことも可能である。
また、第1作ではインターミッションパートにてドーピングが行われていたのに対し、『羅刹－Alternative-』では戦闘の経験値によるドーピングが行われる。
『羅刹 -Alternative-』独自要素として、やりこみ用ミッションである『煉獄ミッション』がある。

## あらすじ
RASETSU 羅刹
3000年後の世界、人類は宇宙進出を果たしたが、地球連邦とそれに対抗するディック惑星連合との間で戦争が繰り返された。
RASETSU Xan 羅刹・斬
前作から数年後の西暦4967年、異星人トリットとの和解が成立し、人類は共存への道を歩み始めた。だが、前作での戦争が地球連邦による陰謀だと知ったトリットは、報復として地球に攻撃を仕向けた。
RASETSU 2 羅刹 弐
人類の元へ、今度は液体型生命体・ヴァダーが侵略を開始してきた。

## 登場人物
セラ（Cellarphien Goldivine）
声：田中理恵
傭兵ギルドのお頭を務める美女。生真面目で男勝りだが、甘えたところがある。その一方で、異性に対しては冷たい。
ジョイス（Joister Mikeia ）
傭兵ギルドのお頭を務める男性。パーフェクトマシーンの異名で知られる。もともと目立たない人物であり、歴史上の人物についての造詣が深い。
レオーネ（Leona Sopheus ）
傭兵ギルドのお頭を務める美女。戦場の貴婦人で知られる。
本来は傭兵業で生計を立てる必要のない立場の人間だが、多くの仲間たちと過ごす幸せを知り、やめるつもりはない。
ラティアラ（Latiara Cheerbur )
傭兵ギルドの頭を務める少女。子どもっぽく感情の起伏が激しい。
スタンシア（XXX-H022vip）
傭兵ギルドのお頭を務めるアンドロイドの少女。もともとはVIPの愛玩・護衛向けに違法製造されたが、出荷前に「鉄の爪」という組織によって救出され、現在の地位を得た。
ナリア（Noura Bembelilite）
双子の姉妹の片割れ。彼女のほうが妹だが、大人びているため姉と間違えられる。
リリー（Limarimm Bembelilite）
双子の姉妹の片割れ。ロリータファッション愛好者故に妹と間違えられることが多い。
トニー（Tony Macapine）
銃器の速射で知られる傭兵。普段は早弾きで有名なギタリスト。
セフィ（Semaphil Moliam）
フォルキス（Volkis Nniar）
書文の弟子である少年。好戦的なところがあり、傭兵稼業を気に入っている。
ディバロ（Divialouis Gullcasta ）
寡黙な傭兵。かつては頭に推薦されたこともあるが辞退している。
ミルフィーナ（Millefeener Spiromains）
先天的な病気をかかえていた彼女の治療のため、両親が多額の借金をし、その返済のため傭兵稼業に身を投じた幼女。
メグ（Megalovander Vagaldhiza）
ギルド幹部を両親に持つ女性。わがままだがかなりの努力家。
マリオン・シビリアシック・アルギュロス（malionn・civiliachic・αργυροζ）
声：松来未祐
ギルド主催の傭兵体験イベントを通じて傭兵となった少女。
ロンディバルド・ダンクーガロン・クリューソス（Rondivarde Dunkugalon・χρυσοζ）
黙っていればいい男と評される傭兵。
剛 書文（カン・ショブン）
フォルキスの師匠筋。自己鍛錬のため危険な任務を引き受けることが多い。かつては暴れ馬の異名を持つほどの乱暴者だったが、恩師の死を経て丸くなっている。
レン（wren/型番：FAw-X69c）
次世代戦闘用アンドロイドのプロトタイプ。ただし、身体の多くを交換しているため、最初の状態からかけ離れている。
アルティノ・プラントン・カルコス（Altinon・Planton･χαλκοζ）
オペレーターを務めているが、様々な分野の資格を有している。
ルナ・ピコ・アルギュロス（Runa・Peko・αργυροζ）
声：やなせなつみ
アルティノの右腕であるオペレーター。
ぽち（Ilynya・Parvian）
本名はイリーニャ・パルビア。名メカニックであるオアの孫娘である少女で、オアの推薦を受け、保守要員兼オペレーター補佐を務める。
オア
ぽちの祖父。

### 『RASETSU Xan 羅刹・斬』を初出とする登場人物
ヴィアンス・オニール（Vianns・Onylu）
ダンサーから傭兵に転身した男性。
イシリア・ガインバーグ(Ishilia・Gainbargue）
海賊を両親に持つ傭兵。
あみ（亜美/型番：X69M、B）
メイド型戦闘用アンドロイドのプロトタイプ。
ネネ・オリアシオス(Nene・oriashios）
地球連邦が生み出した超能力少女で、能力の再調査・試験運用・データ収集のため、傭兵ギルドに来ている。

### 『RASETSU 2 羅刹 弐』を初出とする登場人物
シュトレーゼ（Shtrese・de・soya）
『弐』のお頭の一人。かつてはギルドの幹部だったが、人材不足を受け、現在の地位についた。
シオン
『弐』のお頭の一人。
ラナフィ
声：友永朱音
『弐』のお頭の一人。シオンの幼なじみ。
セレーナ（Serena・de・soya）
没落した財閥令嬢である傭兵。シュトレーゼを唯一の肉親だと思い込んでおり、彼の元に身を寄せている。自己中心的で、シュトレーゼ以外の人に対しては反抗的な態度をとる。
ミーナ（mina/型番：IX007_vip）
声：釘宮理恵
シオンの護衛を務める、アンドロイドのプロトタイプ。
ユナ（如月 楡那）
日本の伝統文化を継承する「天の真（あまのしん）」と呼ばれる者たちの末裔である傭兵。巫女服を着ている。
シルフィ（Sylphiy・armgamas）
声：友永朱音
人間とアンドロイドの間にできた存在。見た目は幼女だが、精神は成熟した大人のそれである。
アクトリス（actriz・terum・χαλκοζ）
酒好きの傭兵。ノリと勢いで生きてきたような人物。
ロラン（Loran・incialema）
考古学者。資金の獲得がままならず、自ら傭兵として生計を立てている。
トーマス　(Thomas Bryunter)
派手な衣服に身を包んだ傭兵。だめ人間の典型例。

## 用語
頭
傭兵ギルドのリーダー。ギルド側に提示された依頼を選定し、ほかの傭兵を雇う権利を有するが、ギルド側から直接依頼された場合は拒否はできない。
傭兵
本作において、傭兵になるにはギルドの入団試験に通った者がギルド傘下の学校で勉強する必要がある。年齢制限はなく、ミルフィーナのような幼い子どもの傭兵もいる。
『斬』の時点では傭兵の仕事が減った上、教育の質も劣ってきたことから、傭兵ギルドは様々なイベントを通じて人材の確保に乗り出している。
生体装甲
人体に半ば融合させる形で運用する「生きた鎧」。装着すると身体能力・感覚器官が上がる。

## 反響

### 評価
第一作
4Gamer.netの大路政志は第一作の総評について「非常によくできた零作目。のちに発売されるであろう次回作を最大限に楽しむために，プレイしてもらいたい佳作である」とまとめ、テンポの良さと戦術性の高さについて評価している。
また、大路は同作のキャラクターデザインについて、人によっては嫌悪感を抱く可能性があるとしつつも、韮沢靖のファンならば楽しめるとし、世界観ともかみ合っていることからグラフィックにあまりこだわらないユーザーであれば受け入れられるだろうとした。
その一方で、大路はゲーム本編のストーリー性の希薄さを指摘しており、4Gamer.netのスタッフのMurayamaの「将棋というゲームは高度に知的で面白い。でも"銀"や"飛車"に愛着を抱けないよね」という感想を引用している。大路は、特定のお頭のみに発生するイベントや、キャラクター同士の掛け合い、協力イベントなどがあれば、プレイヤーはより物語や世界観を身近に感じられただろうとしている。
『斬』
4Gamer.netの大路政志は『斬』を前作の健全な発展系と評価し、傭兵同士の会話や他勢力との協力・敵対ミッションなどストーリーを盛り上げる演出が多数追加されたことによって、キャラクターの存在感が増したとしている。